# Ibarra (Álava)
Ibarra es una anteiglesia del municipio de Aramayona, en la cuadrilla de Gorbeialdea de la provincia de Álava.

## Historia
Hacia mediados del siglo XIX, el lugar, ya por entonces cabecera del ayuntamiento de Aramayona, tenía contabilizada una población de 768 habitantes. Aparece descrito en el noveno volumen del Diccionario geográfico-estadístico-histórico de España y sus posesiones de Ultramar de Pascual Madoz con las siguientes palabras:

IBARRA: anteigl., cab. del ayunt. de Aramayona en la prov. de Alava, part. jud. de Vitoria (4 1/2 leg.), aud. terr. de Burgos (23), c. g. de las Provincias Vascongadas, dióc. de Calahorra (23): sit. en llano y ocupando el centro del valle; clima saludable y templado. Se compone de 110 casas distribuidas en 3 calles, una de ellas recientemente empedrada, y una plaza; de 2 barrios denominados Arriola y Egusquierripa, y de varios cas. dispersos; hay casa municipal con departamentos para cárcel y escuela, hállase esta concurrida por 80 alumnos de ambos sexos. La igl. parr., dedicada á San Martin, está sit. en un monte alto y fragoso á dist. de 1/4 leg. del casco de la pobl., por cuyo motivo sirve de ayuda de parr. la ermita de San Sebastian, á fin de procurar mayor comodidad á los vec.: es notable y digno de verse el altar mayor, particularmente la puerta del sagrario en que se hallan de relieve los 12 Apóstoles, obra trabajada en Roma y remitida por D. Alonso Idiaguez Butron Muxica y Aramayona etc.: sirven la igl. y ayuda de parr. 3 beneficiados, de presentacion del marques de Torrecilla. Hay 3 ermitas, bajo la advocacion de San Martin, Ntra. Sr.a de la Concepcion y Sta. Lucia, siendo notable la segunda por estar construida con solidez, tener muchos adornos, y celebrarse en ella, el 8 de setiembre, solemne funcion por la cofradia de su nombre. Dentro de la pobl. está la fuente de la Zapateria cuyas aguas son saludables; hay algunas otras en el térm., no faltando entre ellas ferruginosas; pero llama especialmente la atencino el establecimiento de baños hidrosulfurosos, sit. al S. del pueblo, aunque por desgracia no está montado cual corresponde. El térm. confina N. los montes diviseros de Guipúzcoa, Alava y Vizcaya; E. Barajuen y Ascoaga; S. Uribarri, y O. Ganzaga y Echagüen: dentro de esta circunferencia hay montes poblados de hayas, robles y tocornos, y se crian buenos pastos. El terreno en su mayor parte costanero, es de mediana calidad, y es regularmente productivo á fuerza de laboreo; le cruzan varios arroyos que se reunen en el térm. de Sta. Ana muy inmediato á la pobl. y forman luego el r. Aramayona. Los caminos dirigen á Mondragon, Villareal y se hallan en regular estado. El correo se recibe de Mondragon por balijero. prod.: trigo, maiz y avena; cria ganado vacuno y algo de cabrío; hay caza de liebres, perdices, corzos y algunos jabalíes, y pesca de anguilas. ind.: 5 molinos harineros, y 10 fáb. de herraduras que estan en decadencia. comercio: el segundo de dia de pascua de Pentecostés se celebra una feria de ganado. pobl.: 191 vec., 768 alm. riqueza y contr.: con el ayunt. (V. Aramayona).
(Madoz, 1847, p. 366)

En 2022, la entidad singular de población tenía empadronados 847 habitantes y el núcleo de población, 768.

## Cultura

### Patrimonio material
- Casa consistorial: edificio porticado, barroco y del siglo XVIII que se encuentra en plaza del pueblo.[3]
- Iglesia Parroquial de San Martín: construida a principios del siglo XIX, cuenta con un pórtico con columnas de piedra de sillería y alberga un notable sagrario. Es de las pocas iglesias de planta circular que hay en Álava.[3]
- Parque de La Bañera se encuentra en la entrada sur del pueblo. Aquí hay restos que demuestran que en el pasado Ibarra contó con una casa de baños o balneario. Una tina para bañarse y una fuente de agua sulfurosa en el arroyo así lo demuestran. Una escultura conmemorativa en honor al músico y sacerdote Vicente Goikoetxea preside el parque.[3]
- Ermita de San Sebastián, también conocida como Sastiña, se encuentra en la plaza principal de Ibarra, próxima al Ayuntamiento  y fue construida entre los años 1681 y 1689. Su coro es de madera, de tres cuerpos en forma de U, del año 1680. Es considerada la más importante en la historia del Valle, ya que junto a ella se formó el pueblo de Ibarra.[3][4]
- Ermita de Santa Ana, antiguamente dedicada a San Lorenzo. El templo fue construido en 1850 y restaurado en 1974. En su interior conserva fragmentos de un retablo antiguo con la imagen de Santa Ana.
- Ermita de Nuestra Señora de la Concepción, conocida también como Andra Mari de Ibabe: tiene su origen en el siglo XVI y fue restaurada en 1707.[1][3][4]
- Ermita de San Pedro de Arraga, en el barrio del mismo nombre.[4]

### Patrimonio inmaterial
- 20 de enero, San Sebastián. En conmemoración de la ermita situada en la plaza de Ibarra, San Sebastián, se hacía una misa, culminación a la vez de una novena, considerada la más famosa del valle. Se halla documentado este festejo desde el siglo XVI.[5]
- Primer domingo de julio, se celebran en honor a San Martín, trasladándose del 11 de noviembre a julio.[6]
- Segundo domingo de septiembre, romería de la Cofradía de «Hidalgos de Aramaiona» a la Ermita de Andra Mari de Ibabe.[7]